# 12111 Ulm
12111 Ulm eller 1998 LU är en asteroid i huvudbältet som upptäcktes den 1 juni 1998 av den belgiske astronomen Eric W. Elst vid La Silla-observatoriet. Den är uppkallad efter den tyska staden Ulm.
Asteroiden har en diameter på ungefär 4 kilometer.